# Naissance en 1417
Naissance
- 1413
- 1414
- 1415
- 1416
- 1417
- 1418
- 1419
- 1420
- 1421

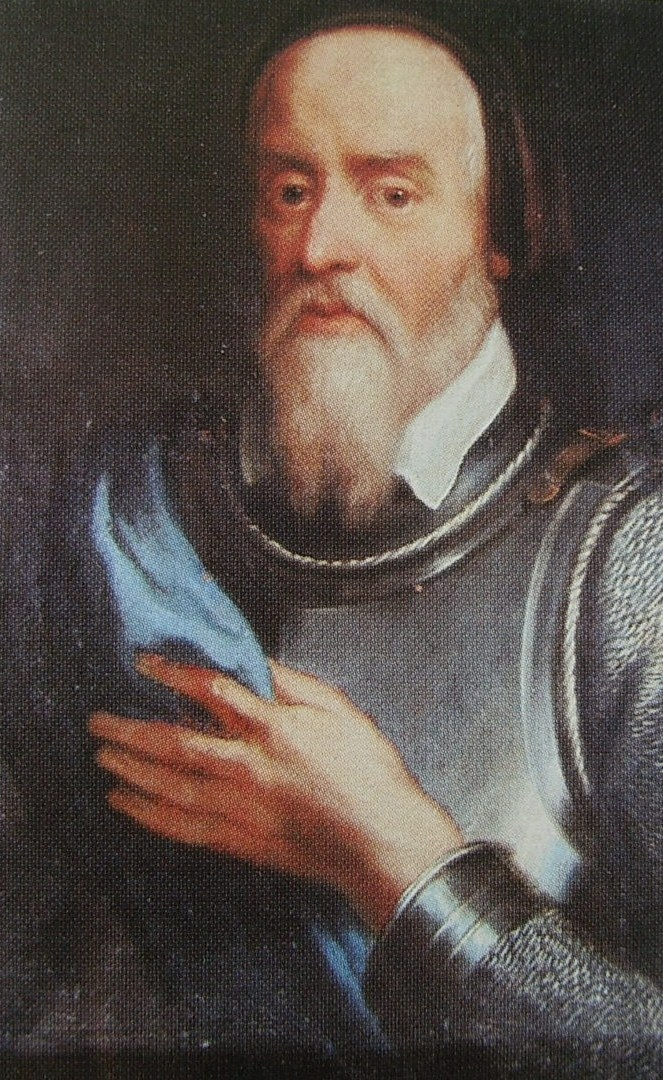
Louis de Bavière-Landshut, né en 1417.

Cette page dresse une liste de personnalités nées au cours de l'année 1417  :
- 23 février :
  - Paul II (Pietro Barbo), 211e pape de l'Église catholique.
  - Louis de Bavière-Landshut, duc de Bavière-Landshut.
- 21 mars[1] : Nicolas de Flue, ascète et ermite, saint patron de la Suisse.
- 15 mai : Louis V de Lichtenberg,  noble alsacien.
- 19 juin : Sigismond Malatesta,  surnommé le Loup de Rimini, seigneur de Rimini, Fano et Cesena, célèbre condottiere italien.
- 2 août : Sin Sukju, homme politique, linguiste, philosophe confucéen, diplomate, artiste, et professeur coréen de la dynastie Joseon († 21 juin 1475).
- 29 septembre : Sejo, 7e roi de Joseon.
- 8 novembre : Philippe Ier de Hanau-Lichtenberg, comte de Hanau.

- Jöns Bengtsson Oxenstierna, archevêque d’Uppsala et administrateur du royaume ou régent de Suède.
- Giovanni Andrea Bussi, cégalement comme Jean d'Aleria ou Jean Andreas, évêque d'Accia puis d'Aléria, bibliothécaire et humaniste italien.
- Nicolas de Flue, saint patron de la Suisse.
- David II de Géorgie, patriarche-Catholicos d'Ibérie.
- Henri IV de Mecklembourg,  dit Le Gras, co-duc de Mecklembourg-Schwerin puis duc de Mecklembourg-Schwerin.
- Bertrand VI de La Tour d'Auvergne, comte d'Auvergne, de Boulogne et seigneur de La Tour.
- Domenico di Michelino, peintre italien de l'école florentine.

date incertaine (vers 1417)
- Stefan Branković, souverain de Serbie.
- Pietro Foscari, dit le cardinal de Venise, cardinal italien.

## Crédit d'auteurs
- Cet article est partiellement ou en totalité issu de l'article intitulé « 1417 » (voir la liste des auteurs).